# Juan Carlos Carrera
Ne pas confondre avec Juan Carlos Carera, athlète mexicain.
Pour les articles homonymes, voir Carrera.
Juan Carlos Carrera (né et mort à des dates inconnues) est un joueur de football argentin, qui évoluait au poste d'attaquant.

## Biographie
Il a joué en club pour Temperley, Racing, Newell's Old Boys, Banfield, Atlanta, Oro, Atlas et Juventud Asturiana.
Entre 1945 et 1946, il a évolué pour le Racing, club avec qui il découvrit la première division après avoir connu la division inférieure avec le Temperley. Avec le Racing, il inscrivit 28 buts en 18 matchs, avant de rejoindre les Newell's Old Boys en 1947, puis Banfield en 1948, et enfin rejoindre Atlanta, avec qui il évolua de 1949 à 1951.
Après sa première expérience mexicaine à Atlanta, il rejoint le Club Oro de Jalisco, ou il jouera de 1952 à 1955, devenant même le meilleur buteur du championnat du Mexique lors de la période 1953-54. En 1955, il rejoint le CF Atlas pour n'y jouer qu'un seul match avec le club rojinegro, et en 1956, il retourne à l'Oro qu'il quitte en 1958.
Après le Mexique, il termine sa carrière à Cuba, et intègre le club de la Juventud Asturiana, club de la communauté espagnole du pays.